# گوشه (کیار)
گوشه، روستایی از توابع بخش ناغان شهرستان کیار در استان چهارمحال و بختیاری است.

## جمعیت
این روستا در دهستان ناغان قرار دارد و براساس سرشماری مرکز آمار ایران در سال ۱۳۸۵، جمعیت آن ۱۷۳ نفر (۳۴خانوار) بوده‌است.